# Oziębienie pośmiertne
Oziębienie pośmiertne (łac. frigor s. algor mortis) – spadek temperatury ciała powstający w wyniku ustania krążenia, stałej utraty ciepła przez promieniowanie, przewodzenie i parowanie, aż dojdzie do wyrównania temperatury ciała z temperaturą otoczenia. W warunkach klimatu umiarkowanego proces ten trwa przeciętnie 16-20 godzin.
Szybkość z jaką zachodzi spadek temperatury ciała zależy m.in. od temperatury otoczenia, wilgotności środowiska, grubości warstwy tkanki podskórnej.
Znaczna zmienność tego zjawiska sprawia, że jego przydatność w określaniu czasu zgonu ma niewielkie znaczenie.